# Fimleikafélag Hafnarfjarðar
Az FH, teljes nevén Fimleikafélag Hafnarfjarðar egy izlandi sportklub. Székhelye Hafnarfjörðurban van.
A jelenkor egyik legsikeresebb izlandi labdarúgócsapatát az FH adta, a 2000-es években 8 alkalommal nyerte meg a labdarúgó-bajnokságot, illetve kétszer hódította el a nemzeti kupát.

## Sikerei
- Izlandi bajnokság:

Bajnok: 8 alkalommal (2004, 2005, 2006, 2008, 2009, 2012, 2015, 2016)
- Izlandi kupa:

Győztes: 2 alkalommal (2007, 2010)
- Izlandi szuperkupa:

Győztes: 6 alkalommal (2004, 2006, 2008, 2010, 2011, 2013)
- Izlandi ligakupa:

Győztes: 6 alkalommal ( 2002, 2004, 2006, 2007, 2009, 2014)

## Jelentős játékosok
- Arnar Viðarsson
- Bjarni Viðarsson
- Emil Hallfreðsson
- Ármann Smári Björnsson
- Hannes Sigurðsson

## Külső hivatkozások
- (izlandi) Hivatalos honlap
- Rajongói oldal
- Rajongói oldal